# Camp David (Marke)
Camp David (Eigenschreibweise: CAMP DAVID) ist ein Modelabel der deutschen Clinton Großhandels-GmbH mit Sitz im brandenburgischen Hoppegarten. Unter dem Markennamen werden Herrenbekleidung produziert und vertrieben sowie Einzelhandelsgeschäfte geführt.

## Die Marke

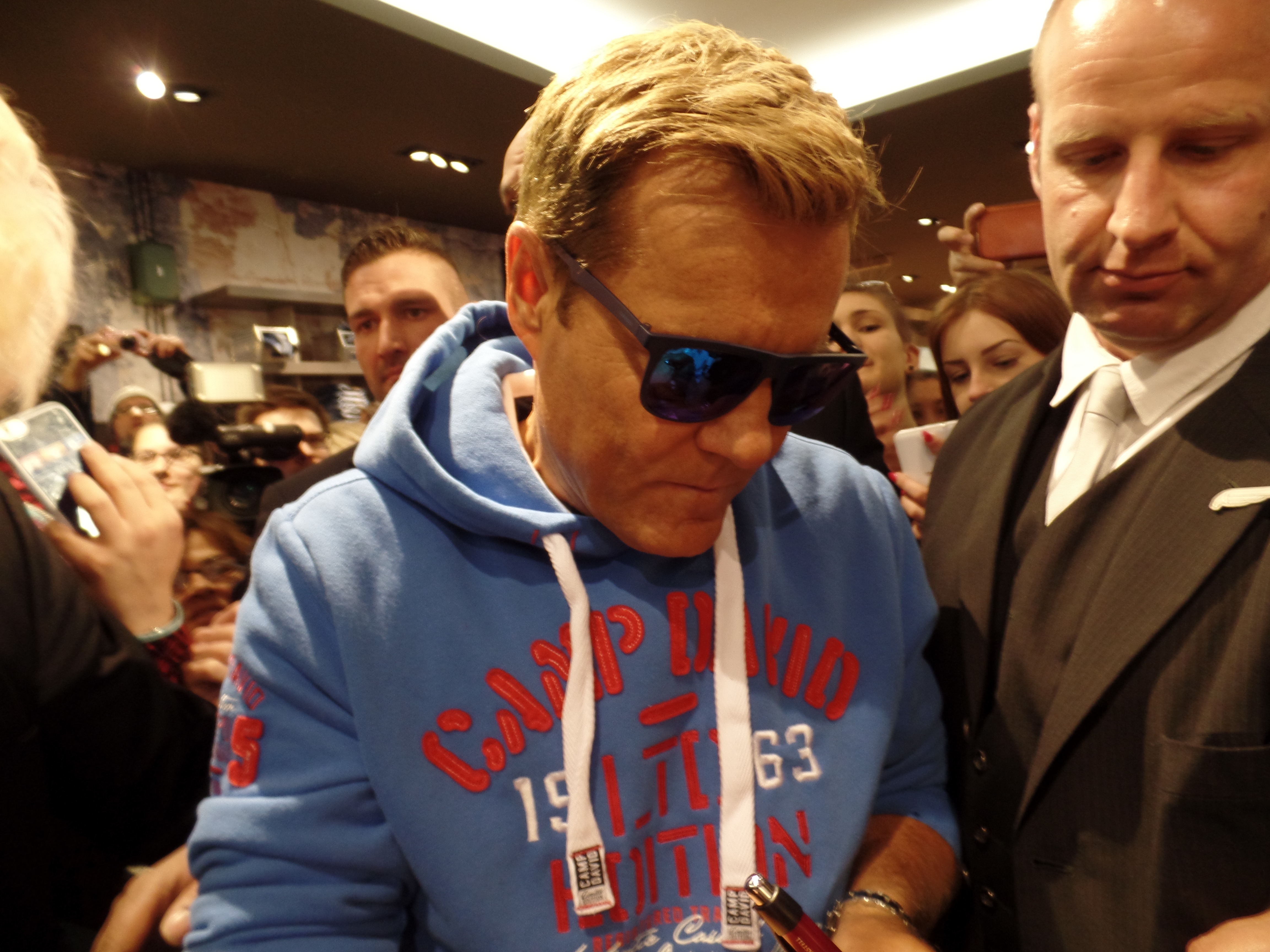
Markenbotschafter Dieter Bohlen bei der Eröffnung eines Camp David-Shops in Oldenburg (2016)

Unter dem Label werden Herren-Freizeitkleidung, aber auch Anzüge, Accessoires und Schuhe vertrieben. Der Name spielt auf den Landsitz Camp David des jeweils amtierenden US-Präsidenten an. Bekannte Markenbotschafter sind Dieter Bohlen, Arthur Abraham, Joey Kelly und Marcus Schenkenberg.

## Geschichte

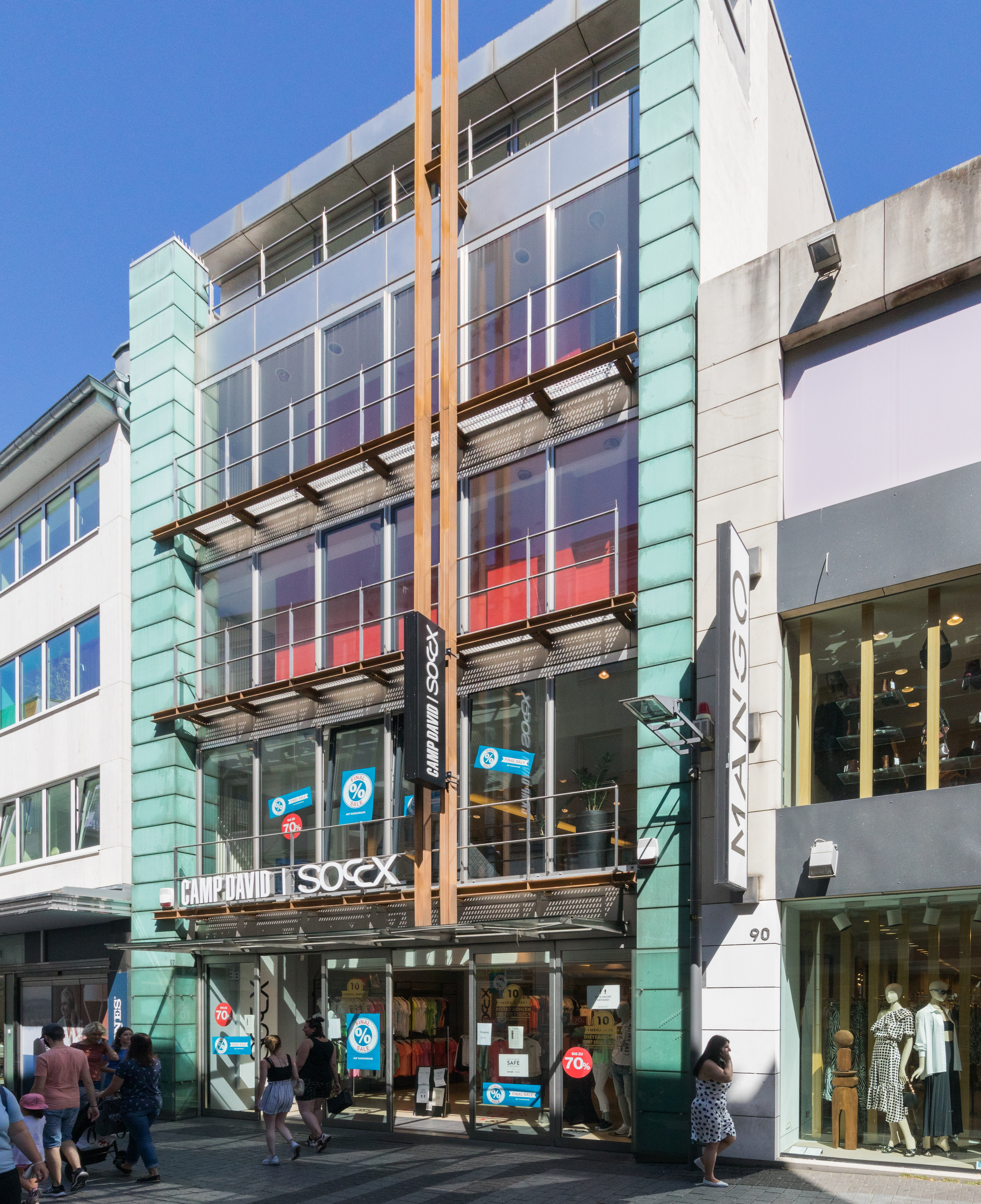
Camp David & Soccx-Ladenlokal auf der Hohe Straße in Köln

Das Label wurde 1997 vom Unternehmen Clinton als Herren-Freizeitbekleidungsmarke entwickelt. Gleichzeitig entstand das an Frauen gerichtete Label Soccx. 2000 entstand das Franchise-System Chelsea zur Gründung von Bekleidungsgeschäften. 2008 wurde auf gleiche Weise ein Konzept für Camp-David-Läden und 2010 eines für Soccx eingeführt. 2013 bestanden 230 Geschäfte sowie über 1000 Verkaufsflächen in Warenhäusern oder Boutiquen der beiden Marken Camp David und Soccx in Deutschland, Österreich und der Schweiz, 2014 nach eigenen Angaben bereits über 250 Geschäfte und 1500 Verkaufsflächen.
Bis 2010 war die Marke nur in den neuen Bundesländern Deutschlands erhältlich. Mit der Verpflichtung Dieter Bohlens als Markenbotschafter und der damit einhergehenden Präsenz der Marke in der Fernsehsendung Das Supertalent gelang die Expansion in den Westen.
Das Unternehmen Clinton wurde nach dem zum Zeitpunkt der Gründung des Unternehmens amtierenden US-Präsidenten Bill Clinton benannt, Camp David nach dessen Landsitz, Soccx nach Clintons Hauskatze Socks sowie Chelsea nach seiner Tochter Chelsea Clinton. Die Namensgebungen gelten als erfolgreiches Beispiel des Country-of-Origin-Effekts.